# 御曹司ボーイズ
『御曹司ボーイズ』（おんぞうしボーイズ）は、2019年4月28日から6月16日までAbemaTV・AbemaSPECIALチャンネルで配信されたドラマ。
2019年7月6日よりTOKYO MXにて毎週土曜（金曜深夜）1:35～2:10に放送（全9回）。

## 概要
全員イケメン高学歴でお金持ちという“御曹司の花嫁”の座をめぐって繰り広げられる結婚リアリティーショー番組『プリンスマリッジ』を舞台に、70万人の応募者の中から選ばれた女子高生3人が、あの手この手を使い御曹司の恋人の座を争うドラマ作品。企画の大元は実際に企画され2018年に出演者募集を行いながらも撮影に至らなかったAbemaTVの同名企画。御曹司集団「御曹司ボーイズ」役の4名には仮面ライダーシリーズ出演者が揃えられた。
主要対象視聴者を『オオカミくんには騙されない』などAbemaTVの恋愛リアリティショー世代に位置づけ、1話15分（全18話）、初回は4話連続配信。翌週の5月5日22時からの第5話以降は、最新話を毎週2話ずつという編成で配信する。 
2019年4月18日、東京・UDAGAWA BASEにて先行試写会が行われた。配信日当日未明の3時20分からはテレビ朝日にて「御曹司ボーイズ放送直前SP」と題した先出特別番組が放送された。

## あらすじ
"全員イケメン&お金持ち"の『御曹司ボーイズ』が、結婚相手を探すリアリティショー番組『プリンスマリッジ』を開催。普通の女子高生・相原麦が応募したところ、70万人超の書類審査を見事通過する。しかし2次選考会では、お嬢様・大野ふみの、ギャル読モの柴山優など癖のあるライバルが多数登場。77人から10人。そして御曹司より少ない3人へと絞られる。はたしてリアリティショーの行方は?

## 登場人物

### 麦とライバル
相原麦（あいはら むぎ）
演 - 平祐奈
都立尾山台高校に通う女子高生。ダンス部所属。東大卒だがパン屋の父と結婚したことでパン屋店員となっている母親と接し、「女の人生は結婚相手で決まる」との思いを強めると同時に勉強するよりハイスペックな男性との結婚を望み番組に応募した。撮影現場にはドレスではなく私服で臨むなど、あまりにも「普通」の感性の持ち主のため、逆に参加者や視聴者から注目浴びる。取柄はダンスのキレと明るいこと。
大野ふみの（おおの ふみの）
演 - 武田玲奈（幼少期：溝口咲來）
埼玉県入間郡では名の知れた建設会社の娘。成金コンプレックスに悩む埼玉のプチお嬢様。やや高慢でカメラの回ってない箇所では口調が違う。このことが放送に乗ってしまったことでSNSでの炎上に至る。お金より家柄を好む。緊張しやすくすぐ腹痛を起こす。
柴山優（しばやま ゆう）
演 - 岡本夏美
母子家庭の母を幸せにしたいギャル雑誌の読モ。あっけらかんとして裏表がない性格。父方は裕福であり、幼いころに琴などを習い芸術系の素養がある。

### 御曹司ボーイズ
二階堂陸（にかいどう りく）
演 - 磯村勇斗（幼少期：柴崎楓雅）
二階堂財閥御曹司。由緒正しき財閥の跡取りで4ヶ国語が話せるマルチリンガル。ピアノの腕前もプロ級。右肩に大きな傷跡が残る。ボーイスカウト出身でスイッチが入るとスパルタな「鬼軍曹」モードが発動する。
西園寺大雅（さいおんじ たいが）
演 - 飯島寛騎（幼少期：細野涼聖）
SAIONJI GROUP御曹司。人気モデルでありながら実家のグループ会社の経営にも携わる青年実業家。白馬に乗ってやってくる一面もある。
演ずる飯島によると役作りでは「イタリアっぽい感じ」を心がけている。
薬袋輝之進（みない てるのしん）
演 - 稲葉友（幼少期：名倉央）
みない薬品御曹司。日本最大手製薬会社の跡取り。プログラミング世界大会で優勝経験もある。通称・テル。周囲に内緒ではあるが、漫画家志望。持ち込み先と優の読者モデルを務める雑誌出版社が同じだったことから、ひそかな夢は優にのみ知られている。
伊達達成（だて たつなり）
演 - 山本涼介（幼少期：田淵優太）
すし達成御曹司。大手寿司チェーン店の長男。本名は「たつなり」だが、周囲からは自分の名前から取られた企業名である「タッセイ」と呼ばれる。他の御曹司と違い、父が一代で会社を立ち上げたこともあり、筋脳系と言われるムードメイカー。

### その他
ナレーション
声 - ジョン・カビラ
リアリティー番組『プリンスマリッジ』のナレーターで進行役。
福原堂椿（ふくはらどう つばき）
演 - 山下リオ（幼少期：飯尾夢奏）
福原堂化粧品のお嬢様。御曹司ボーイズの幼馴染。武藤とともに番組を見守る陸のフィアンセ。
リアリティーショーが進むにつれ、演出や御曹司たちの行動に不満を覚え、『プリンスマリッジ』総合演出を代わって務めることになる。
武藤巧（むとう たくみ）
演 - 染谷俊之
『プリンスマリッジ』番組プロデューサー。
相原夏子（あいはら なつこ）
演 - 櫻井淳子
麦の母。東大卒の元外資系キャリアウーマン。現在はパン屋。
相原太一（あいはら たいち）
演 - 与座よしあき
麦の父。腕の確かなパン屋。町のパン屋であるが、一流レストラン・モンペリエにも卸している。
葵（あおい）
演 - 黒木ひかり
相原麦のダンス部仲間であり、友人。番組の放送を見守る。
理央（りお）
演 - 犬童美乃梨
相原麦のダンス部仲間であり、友人。葵とともに見守る。
『プリンスマリッジ』参加者
演 - 江田友莉亜、大江穂乃佳、大滝樹、岡崎ゆう、空美、佐分利眞由奈、原明日夏

執事
演 - 佐野啓
椿の専属執事。言葉はほぼ発さないが常に帯同する。
編集ディレクター
演 - 吉澤尚吾
『プリンスマリッジ』の制作会社「TSUBAME TV」編集ディレクター。既婚者。
女生徒
演 - 椎名香奈江

## スタッフ
- 監督 - 川村泰祐、酒井麻衣、大塚徹
- 脚本 - 渡辺千穂、川村泰祐
- 音楽監督 - 遠藤浩二
- オープニング演出 - 中村太洸
- フードスタイリスト - はらゆうこ
- フードコーディネート - はらゆうこ、なるせゆき、山崎千裕、桑原りさ、村上ゆき、杖谷萌香
- 特殊メイク - 中田彰輝
- 振り付け・ダンス指導 - 鎌田紳一郎、松永奈々
- 乗馬指導 - 多胡啓
- ピアノ指導 - 古澤愛香星
- ビリヤード指導 - 有田秀彰
- 弓道指導：藤田謙作
- ピグデザイン - 小嶋克典
- メイキング監督 - 竹尾日菜子
- 美術プロデューサー - 福田宣
- 企画協力 - アリエシュンスケ
- 助監督 - 山下和徳、渡邊裕也、笹ヶ瀬寛大、宮寺加奈
- プロデューサー - 神通勉（AbemaTV）、横山祐果（AbemaTV）、森一季（MMJ）、中林千賀子（ブースタープロジェクト）
- 宣伝プロデューサー：小出亮太（AbemaTV）
- 企画 - 藤田晋
- 製作プロダクション - メディアミックス・ジャパン
- 制作協力 - ブースタープロジェクト
- 製作著作 - AbemaTV[17]

## 音楽

### 主題歌
- 「Love me, Love you」Mrs. GREEN APPLE[18]（EMI Records）

## 配信日程
| 各話   | 配信日  | サブタイトル                      | 監督     | 脚本     |
| ------ | ------- | --------------------------------- | -------- | -------- |
| 第01話 | 4月28日 | 嗚呼、タマノコシ!!!の巻           | 川村泰祐 | 渡辺千穂 |
| 第02話 | 4月28日 | 運命の御曹司様!?の巻              | 川村泰祐 | 渡辺千穂 |
| 第03話 | 4月28日 | 仁義なき花嫁バトル☆の巻           | 川村泰祐 | 渡辺千穂 |
| 第04話 | 4月28日 | 御曹司には秘密がある…の巻         | 川村泰祐 | 渡辺千穂 |
| 第05話 | 5月05日 | 雪山大炎上♥の巻                   | 川村泰祐 | 渡辺千穂 |
| 第06話 | 5月05日 | ピンチは恋の始まり!?の巻          | 川村泰祐 | 渡辺千穂 |
| 第07話 | 5月12日 | 西園寺大雅の憂鬱の巻              | 酒井麻衣 | 渡辺千穂 |
| 第08話 | 5月12日 | 麗しき決戦の刻の巻                | 酒井麻衣 | 渡辺千穂 |
| 第09話 | 5月19日 | 狙われたシンデレラの巻            | 酒井麻衣 | 渡辺千穂 |
| 第10話 | 5月19日 | 嵐の前のキュン!キュン!キュン!の巻 | 酒井麻衣 | 渡辺千穂 |
| 第11話 | 5月26日 | 天国と地獄でLOVEの巻              | 酒井麻衣 | 渡辺千穂 |
| 第12話 | 5月26日 | 裏切りのヒーローの巻              | 酒井麻衣 | 渡辺千穂 |
| 第13話 | 6月02日 | 七人のさすらいの巻                | 大塚徹   | 渡辺千穂 |
| 第14話 | 6月02日 | ロマンスをもう一度!の巻           | 大塚徹   | 渡辺千穂 |
| 第15話 | 6月09日 | ナ･カ･ナ･オ･リ!?の巻              | 川村泰祐 | 渡辺千穂 |
| 第16話 | 6月09日 | 嘘から出たマコトの愛!?の巻        | 川村泰祐 | 渡辺千穂 |
| 第17話 | 6月16日 | 走れプリンセス♥の巻               | 川村泰祐 | 川村泰祐 |
| 最終話 | 6月16日 | 映画のような恋をしたの巻          | 川村泰祐 | 川村泰祐 |